# Kotakulon (Garut Kota)
Kotakulon is een bestuurslaag in het regentschap Garut van de provincie West-Java, Indonesië. Kotakulon telt 21.300 inwoners (volkstelling 2010).